# Dywilan
Dywilan – polska firma z siedzibą w Łodzi, zajmująca się produkcją dywanów oraz chodników

## Historia

### od XIX w., do II WŚ
Historia przedsiębiorstwa sięga drugiej połowy XIX w. W 1881 przy ul. Kilińskiego Juliusz Fial i Wilhelm Lucker założyli niewielką fabrykę pluszu. Kilka lat później do spółki przystąpił Ferdynand Finster, a wkrótce, po śmierci Ferdynanda, jego brat Teodor. Po krótkim czasie Teodor spłacił wszystkich wspólników i objął kierownictwo nad Łódzką Manufakturą Pluszową. W tym czasie zwiększeniu uległa produkcja zakładu, jak i załoga, która liczyła wówczas  275 osób. Początkowo manufaktura produkowała tkaniny obiciowe i imitacje futer. Dzięki talentowi Teodora do prowadzenia interesów manufaktura stała się największą w Królestwie Polskim, a sam właściciel stworzył nowe przedsiębiorstwo o nazwie Dywan Wschodni. W czasie II wojny światowej, wówczas już w Łódzkiej Manufakturze Pluszu i Dywanów Teodora Finstera produkowano głównie koce i sukno mundurowe dla potrzeb armii niemieckiej, a także tkaniny obiciowe, dywany i chodniki dywanowe na papierowych spodach. Załoga liczyła około 900 osób - głównie Niemców. 

### Po II WŚ
W styczniu 1945 r. fabryka została znacjonalizowana i zaczęła funkcjonować jako Zakłady Przemysłu Jedwabniczo - Galanteryjnego nr 1. W roku 1951 fabryka ponownie zmieniła nazwę na Fabryka Pluszu i Dywanów im. Tadka Ajzena. Przedsiębiorstwo zatrudniało ok. 1000 osób.
Lata gierkowskie przyniosły decyzję o przeprofilowaniu firmy i ukierunkowaniu produkcji przede wszystkim na dywany wełniane. Uchwałą rządu z 1972 przystąpiono do budowy nowej fabryki przy ul. Dąbrowskiego 247. Lokalizacja na tzw. Dąbrowie Przemysłowej była wyrazem koncepcji likwidacji obiektów przemysłowych z centrum miasta i stworzenia pierścienia przemysłowego na obrzeżach Łodzi, oddzielonego od dzielnic mieszkalnych ochronnym pasem terenów zadrzewionych. Budowę ukończono po 24 miesiącach. Producent dywanów był w stanie wyprodukować samodzielnie dywany i chodniki z wełny od początku do końca, ponieważ był w stanie przeprowadzić cały cykl technologiczny, począwszy od farbiarni i skończywszy na wykończalni.
W 1975 osiągnięto pełną zdolność produkcyjną, wytwarzając 1,5 mln m² dywanów, a także 0,5 mln m² tkanin obiciowych i wyrobów igłowych. Szczególnie istotnym osiągnięciem było skuteczne wejście na zagraniczne rynki zbytu, m.in. rynki krajów arabskich. Tradycyjne dywany z Dywilanu chętnie kupowali nawet arabscy szejkowie. W latach 1975–976 na tamtejszy rynek eksportowano 40% produkcji, a w 1979 już 60%.
W 1974 w drodze konkursu ogłoszonego wśród pracowników fabryka zyskała nową nazwę Fabryka Dywanów Dywilan.

### III Rzeczpospolita
Początek lat 90. przeszedł do historii firmy jako okres typowych problemów dla większości przedsiębiorstw przemysłu lekkiego w kraju. Na problemy finansowe duży wpływ miała wojna w Zatoce Perskiej, która przerwała znaczne dostawy na tamtejszy rynek. Z dnia na dzień fabryka pozostała z nie wysłanymi dywanami, za co z kolei budżet państwa obciążył fabrykę karą za ponadnormatywne zapasy.
Producent dywanów Dywilan nie sprostał tym wyzwaniom i narastające zadłużenie doprowadziło do ogłoszenia w czerwcu 1999 r. upadłości przedsiębiorstwa. Budynki i maszyny kupiło kilkunastu prywatnych przedsiębiorców, dokumenty przekazano do archiwum i Centralnego Muzeum Włókiennictwa w Łodzi, a dywany propagandowe i okolicznościowe do Muzeum Zamoyskich w Kozłówce.
Zawieszenie działalności Dywilanu nie trwało długo. W październiku 2000 syndyk masy upadłościowej FD Dywilan wystawił na sprzedaż poszczególne części majątku upadłego przedsiębiorstwa. Prywatna łódzka firma J. Jakubiak S.A. chcąc nadal produkować polskie dywany z wełny kupiła ok. 12% nieruchomości wraz z parkiem maszynowym, znakiem towarowym Dywilan oraz prawem do wykorzystania dotychczasowego wzornictwa. I tak Dywilan rozpoczął nowy czas rozwoju i dążenia do utworzenia samodzielnej firmy pod nazwą Dywilan Polskie Dywany Wełniane, skoncentrowanej na produkcji i sprzedaży dywanów wełnianych. 
Bardzo ważnym rokiem w historii firmy był 2008, kiedy dzięki wsparciu z funduszy europejskich zainstalowane zostało nowe, ośmiokolorowe, najnowocześniejsze wówczas w Polsce krosno dywanowe. Nowe krosno znacznie zwiększyło zdolności produkcyjne oraz korzystnie wpłynęło na możliwości projektowania nowych wzorów oraz kolekcji dywanów i chodników.
W sierpniu 2009 nastąpiła zmiana nazwy firmy z J. Jakubiak na Dywilan. Zmiana miała na celu pełną identyfikację z funkcjonującą marką handlową, ułatwienie klientom zasad komunikacji, a przede wszystkim doprowadzenie do wzrostu rozpoznawalności marki wśród klientów na rynku polskim i rynkach zagranicznych.
Wykorzystując bogate doświadczenia w produkcji dywanów oraz nowoczesny park maszynowy w 2010 firma rozpoczęła produkcję tkanej sztucznej trawy do zastosowań sportowych i dekoracyjnych. Projekt został uruchomiony przy współpracy z Instytutem Badawczym Nawierzchni Sportowych w Gandawie oraz belgijskim producentem maszyn. W 2012 przedsiębiorstwo zaczęło natomiast produkcję tkanej maty pod murawy hybrydowe.
19 lutego 2021 zmianie uległa forma prawna przedsiębiorstwa - spółka akcyjna została przekształcona w spółkę z ograniczoną odpowiedzialnością.

## Profil działalności
Firma zajmuje się przede wszystkim produkcją dywanów oraz chodników i handlem detalicznym. Posiada jeden sklep firmowy, natomiast swoje produkty sprzedaje przez pośredników na terenie całej Polski. Produkty Dywilanu są również sprzedawane jako ozdoby do wielu znanych miejsc. Widoczne są m.in. w:
- Kancelarii Prezydenta RP
- Ministerstwie Sprawiedliwości
- Pałacu Prymasowskim
- Zamku Królewskim w Warszawie
- Ambasadzie RP w Kijowie
- Ambasadzie RP w Kopenhadze
- Łódzkim Domu Kultury
- Wyższej Szkole Hotelarstwa i Turystyki w Częstochowie
- Uniwersytecie Medycznym w Łodzi
- Akademii Muzyczną w Łodzi
- Parafii Bożego Ciała w Poznaniu
- Muzeum Sztuki w Łodzi